# Гохэймоти
Гохэймоти (яп. 五平餅) — это разновидность моти, которую готовят в префектурах Айти, Гифу, Нагано региона Тюбу в центральной части Японии. В отличие от обычного моти, его поливают кисло-сладким соусом, обычно состоящим из смеси сахара, соевого соуса и мирина. Затем моти нанизывают на шампуры и обжаривают на гриле. Гохэймоти обычно готовят в одной из двух форм: варадзи (яп. 草鞋) имеет форму традиционной сандалии, а моти округлой формы подаётся на шпажке. Моти обычно готовят только наполовину, так что остается несколько зёрнышек риса. Рис обычно мелкозернистый, что придаёт гохэймоти более плотную текстуру по сравнению со привычным моти.

## Разновидности
В регионе Тюбу существует множество разновидностей гохэймоти. В долине Кисо и исторической провинции Хида гохэймоти часто готовят с соевым соусом и сахаром без добавления мирина. В префектуре Айти гохэймоти часто готовят с мисо, которое считается фирменным блюдом региона. В качестве соуса для гохэймоти используют мёд, грецкие орехи, яйца и хатиноко (яп. 蜂の子 или はちのこ— личинки ос). Замороженный гохэймоти в вакуумных упаковках широко продаётся по всей Японии.

## История

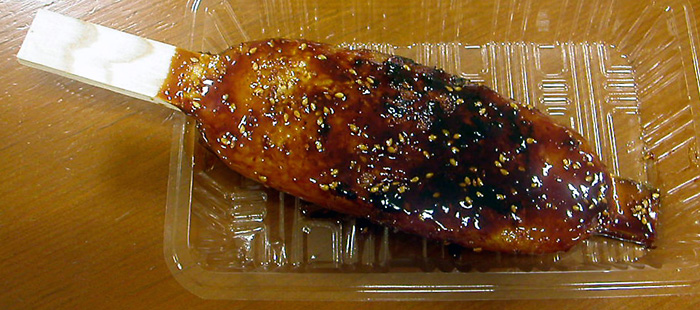
Гохэймоти в форме варадзи

Гохэймоти был изобретён в период Эдо, хотя его происхождение неизвестно. Несмотря на это, существует несколько теорий относительно его происхождения. Поскольку название блюда похоже на гохэй (яп. 御幣, деревянные жезлы, украшенные двумя бумажными лентами сидэ, используемые в синтоистских ритуалах), многие предполагают, что блюдо было создано как форма подношений, которые предлагались синтоистским богам — ками. Другая теория, касающаяся происхождения этого блюда, заключается в том, что его название произошло от яп. 五兵 гобэй или 五平 гохэй — «лесоруб». Хотя гохэймочи наиболее популярен в Тюбу, с момента выхода сериала NHK «Ханбун Аой», где один из главных героев ближе к концу шоу открывает киоск с гохэймоти, популярность блюда резко возросла по всей стране.

## В культуре
Гохэймоти является одним из наиболее популярных видов десертов на культурных фестивалях  и праздниках. В телесериале «Ханбун» Аой, одна из главных героинь, открывает магазин гохэймоти. Эта особенность повысила популярность блюда за пределами Чубу. Действие мультфильма «Твоё имя» разворачивается в в сельской местности провинции Хида, где в разных сценах герои едят гохэймоти.